# Grünburg
Grünburg is een gemeente in de Oostenrijkse deelstaat Opper-Oostenrijk, gelegen in het district Kirchdorf an der Krems (KI). De gemeente heeft ongeveer 3800 inwoners.

## Geografie
Grünburg heeft een oppervlakte van 43 km². Het ligt in het zuiden van de deelstaat Opper-Oostenrijk, ten zuiden van de stad Wels.
Edlbach · Grünburg · Hinterstoder · Inzersdorf im Kremstal · Kirchdorf an der Krems · Klaus an der Pyhrnbahn · Kremsmünster · Micheldorf in Oberösterreich · Molln · Nußbach · Oberschlierbach · Pettenbach · Ried im Traunkreis · Roßleithen · Rosenau am Hengstpaß · Schlierbach · Spital am Pyhrn · St. Pankraz · Steinbach am Ziehberg · Steinbach an der Steyr · Vorderstoder · Wartberg an der Krems · Windischgarsten
- Gemeinsame Normdatei: 7500336-3
- Virtual International Authority File: 245865110